# Common Lisp Object System
Das Common Lisp Object System (kurz: CLOS) ist die objektorientierte Erweiterung der Programmiersprache Common Lisp. Es hat seine Ursprünge in Loops und Flavors, und ist im ANSI-Standard für Common Lisp spezifiziert.
CLOS wird (optional) durch das Metaobject Protocol (kurz: MOP) implementiert. Das MOP ist nicht standardisiert, viele Implementierungen halten sich aber im Groben an die Spezifizierung aus dem Buch The Art of the Metaobject Protocol (siehe Literaturangaben), welches oft einfach als AMOP bezeichnet wird.

## Eigenschaften
CLOS erlaubt die Definition von Klassen mit Mehrfachvererbung, von Methoden und generischen Funktionen.
Da Common Lisp eine interaktive und inkrementelle Entwicklung von Programmen in einer Laufzeitumgebung erlaubt, können auch Klassen zur Laufzeit geändert werden. Dies kann z. B. durch Manipulation des Metaobjektprotokolls erreicht werden, das die Instanzen der geänderten Klassen konsistent hält. Dieses Verhalten kann durch den Programmierer angepasst werden. Insofern ist CLOS ein dynamisches und programmierbares Objektsystem.
Eine weitere Besonderheit gegenüber anderen objektorientierten Programmiersprachen wie Smalltalk oder Java ist die Tatsache, dass Methoden in CLOS nicht Klassen zugeordnet sind, sondern separaten generischen Funktionen.
Eine generische Funktion umfasst eine Menge von Methoden mit verschiedenen Signaturen. Beim Aufruf der generischen Funktion für eine Liste von Argumenten wird dynamisch diejenige Methode ausgewählt, deren Signatur am spezifischsten auf die Argumente passt. Generische Funktionen werden auch Multimethoden genannt, da die richtige Methode nicht nur aufgrund des ersten Arguments (in Smalltalk-artigen Objektsystemen oft der Empfänger der Nachricht genannt) ausgewählt wird, sondern aufgrund der gesamten Argumentenliste. Dieses Verhalten, das in CLOS auf elegante Weise eingebaut ist, wird heutzutage auch in anderen Sprachen oft in Form der sogenannten Aspektorientierung nachgebaut.